# Orycteropus gaudryi
Orycteropus gaudryi (лат.) — вид вымерших млекопитающих из рода трубкозубы отряда трубкозубых (Tubulidentata). Жил в миоцене (13,82—5,333 млн лет назад). Его ископаемые остатки найдены на территории Европы (Молдова, Украина, Греция, Турция, Италия) и Африки (Чад). Это было наземное насекомоядное животное. Типовой образец — череп и нижняя челюсть (NHML-M. 5690) и череп (NHMW-A.4760) (синтипы). Они хранятся в коллекции окаменелостей с острова Самос в Геологическом музее Лозанны и найдены в миоценовом горизонте в Греции.